# توماس بايلي ألدريش
توماس بايلي ألدريش (11 نوفمبر 1836 - 19 مارس 1907) (بالإنجليزية: Thomas Bailey Aldrich)‏. هو شاعر وروائي ومحرر أمريكي. ولد في بورتسماوث في ولاية نيو هامشير في  1836. وله رواية قصة ولد سيئ.

## وصلات خارجية
- توماس بايلي ألدريش على موقع الموسوعة البريطانية (الإنجليزية)
- توماس بايلي ألدريش على موقع ميوزك برينز (الإنجليزية)
- توماس بايلي ألدريش على موقع إن إن دي بي (الإنجليزية)

- 1918 Biographical Sketch
- "Aldrich,%20Thomas%20Bailey,%201836-1907"%20OR%20creator:"Aldrich,%20Thomas%20Bailey,%201836-1907"%20OR%20creator:"Thomas%20Bailey%20Aldrich"%20OR%20title:"Thomas%20Bailey%20Aldrich"%20OR%20description:"Aldrich,%20Thomas%20Bailey") Works by or about Thomas Bailey Aldrich على أرشيف الأنترنت
- مؤلفات توماس بايلي ألدريش في مشروع غوتنبرغ
- Guide to Thomas Bailey Aldrich papers at Houghton Library, Harvard University